# Боруштица
Боруштица (болг. Борущица) — село в Болгарии. Находится в Старозагорской области, входит в общину Мыглиж. Население составляет 54 человек.